# Milevsko
Milevsko település Csehországban, Píseki járásban. Milevsko Okrouhlá, Zhoř, Přeborov, Jickovice, Zbelítov, Sepekov, Chyšky, Hrejkovice, Přeštěnice, Hrazany, Kučeř, Kostelec nad Vltavou, Květov, Osek és Branice településekkel határos. Lakosainak száma 8040 fő (2024. január 1.).

## Népesség
A település lakosságának változását az alábbi diagram mutatja:
| Lakosok száma | 4360 | 4290 | 4284 | 4000 | 9238 | 9486 | 8474 | 8277 | 8033 | 8040 |
|               | 1869 | 1890 | 1921 | 1950 | 1980 | 2001 | 2017 | 2019 | 2022 | 2024 |